# Запис храст код цркве (Глободер)
Запис храст код цркве (Глободер) се налази на парцели чији је власник Општина Крушевац.

## Локација
| Општина             | Крушевац                                                         |
| Катастарска општина | Глободер                                                         |
| Потес               | Село                                                             |
| Координате          | 43° 33′ 45″ С; 21° 10′ 30″ И / 43.562600000000003° С; 21.1751° И |
| Надморска висина    | 0m                                                               |

## Карактеристике
Дендрометријске вредности утврђене на терену и сателитским снимцима:
| Стабло                     | Храст |
| Висина стабла              | m     |
| Обим дебла                 | m     |
| Пречник крошње             | 19m   |
| Пречник дебла              | m     |
| Висина дебла до прве гране | m     |

## База записа
Запис је у оквиру Викимедија пројекта "Запис - Свето дрво" заведен под редним бројем 0625.